# NGC 47
NGC 47 = NGC 58 ist eine Balken-Spiralgalaxie vom Hubble-Typ SBbc im Sternbild Walfisch südlich der Ekliptik. Die Galaxie erscheint als kleine, schwach ovale Spiralgalaxie mit hellem Kern. Sie ist schätzungsweise 258 Millionen Lichtjahre von der Milchstraße entfernt und hat einen Durchmesser von etwa 175.000 Lichtjahren. 

Im selben Himmelsareal befindet sich u. a. die Galaxie NGC 50, NGC 54, NGC 61, NGC 64.
Das Objekt wurde von Ernst Wilhelm Leberecht Tempel entdeckt, vermutlich im Jahre 1886. Unabhängig davon entdeckte auch Lewis Swift das Objekt am 21. Oktober 1886. Dadurch bezieht sich in Dreyers New General Catalogue mit NGC 58 ein zweiter Eintrag auf diese Galaxie.